# Thelaia occidentalis
Thelaia occidentalis là một loài thực vật có hoa trong họ Thạch nam. Loài này được (R. Br.) Alef. miêu tả khoa học đầu tiên năm 1856.